# Mary Anne O'Connor
Mary Anne O'Connor, född 1 oktober 1953 i Bridgeport, Connecticut, är en amerikansk tidigare basketspelare som tog tog OS-silver 1976 i Montréal. Detta var första gången damerna fick delta i baskettävlingarna vid olympiska sommarspelen, och således USA:s första OS-medalj i dambasket. Hon är 180 cm lång.